# Sébastien Boudet
Sébastien Franck Boudet, född 30 september 1975, är en fransk bagare verksam i Sverige.
Sébastien Boudet är uppvuxen i Paris och Sarthe. Även hans far är bagare. Boudet har tidigare bland annat drivit bageri i Málaga och kom till Sverige som 25-åring då han träffat sin hustru som är svensk. Tillsammans öppnade de år 2008 bageriet Petite France på Kungsholmen i Stockholm. Bageriet utsågs tre år i rad till bästa café i Stockholm. Boudet sålde bageriet 2011. Han förespråkar bakande med surdeg och pratade bland annat om det i sitt sommarprat i P1 2012. Sedan 2013 är han med i juryn i TV-programmet Dessertmästarna på Kanal 5. Han bakar/lagar mat regelbundet på Nyhetsmorgon söndag på TV4 sedan 2010. 
Från 2018 till 2021 drev han bageriet Sébastien på Söder, som låg i Söderhallarna, Stockholm.